# Liv și Maddie
Liv și Maddie este un serial american creat de John D. Beck și Ron Hart și produs de It's a Laugh Productions, care a fost difuzat pentru prima oară în Statele Unite ale Americii pe Disney Channel pe data de 19 iulie 2013. Distribuția serialului este formată din Dove Cameron joacă două gemene identice din Wisconsin cu personalități foarte diferite - Liv este o actriță și cântăreață care a fost plecată la Hollywood timp de patru ani pentru a filma serialul Sing It Loud! (în care a fost protagonistă), care tocmai se terminase; iar Maddie este o fată obișnuită, dar băiețoasă, care iubește sporturile și este căpitanul echipei de baschet de fete de la Ridgewood High. După ce Liv s-a întors acasă în Wisconsin pentru că a terminat filmările și îi era dor de familia ei, ea începe să meargă din nou la școală regulat cu sora ei geamănă, Maddie, fratele mai tânăr Joey, și părinții lor, Pete și Karen, care sunt profesori la școala lor. Pete este antrenorul de baschet, iar Karen este psihologul școlii.
Serialul în România a avut o previzualizare pe 7 decembrie 2013 și premiera oficială a fost la 25 ianuarie 2014.
Pe data de 21 decembrie 2015, serialul a fost reînnoit pentru un al patrulea sezon, care va fi și ultimul.
În România, sezonul 3 a avut premiera pe data de 10 ianuarie 2016.
Pe data de 19 august 2016, creatorul serialului John D. Beck, a anunțat ca sezonul 4 al serialului, sub nume de Liv and Maddie: Cali Style a început în Statele Unite pe data de 23 septembrie 2016; și are 15 episoade. 

## Descriere

### Primul sezon
Liv și Maddie Rooney nu sunt gemene identice obișnuite. Liv și-a petrecut ultimii patru ani devenind o vedetă TV internațională - cel mai bine cunoscută pentru rolul său protagonizator în serialul hit Sing It Loud!, în timp ce Maddie a fost ocupată să își perfecționeze lovitura de trei puncte mai bine decât oricare băiat din școală! Ele sunt gemene identice cu două personalități foarte diferite. După ce Liv s-a întors acasă, în Stevens Point, Wisconsin, gemenele se reunesc și încep să meargă din nou la școală împreună. Ele se înfruntă zi de zi cu familia și viața de gemene. Părinții lor sunt profesori la școala lor și trebuie să simtă rușinea de a-i vedea pe holuri în fiecare zi. Fetele au și doi frați mai tineri - Joey și Parker, care sunt mereu puși pe năzbâtii. La finalul sezonului Liv joacă rolul principal într-un nou film: Vârcolacii spațiali.

### Al doilea sezon
După reușită filmului "Vârcolacii spațiali" Liv își începe cariera muzicală,pe la mijlocul sezonului formând chiar și o trupa cu care ține câteva concerte.Între timp Maddie începe să-și revină după accidentul de la baschet din primul sezon. Din cauză că Diggie devine un elev de schimb într-o țară imaginară numită Tundrabania, ea se desparte de acesta,ca la finalul acestui sezon sa fie din nou împreună cu toate că acest lucru nu se știe decât în primul episod din sezonul 3.Și Liv începe să se ocupe de partea sentimentala,începând să-i placă de un băiat din vecini pe nume Holden,cu toate ca una dintre cele mai bune prietene ale sale,Andie devine iubita lui.Doar la finalul sezonului, Holden se desparte de Andie , ca apoi să afle ca Liv nu vrea să fie împreună cu el ,doar ca să nu o supere și mai tare pe Andie.

### Al treilea sezon
În al treilea sezon,Liv primește rolul într-un serial cu supereroi numit "Voltage(Voltaj)".Maddie se desparte de Diggie,acesta plecând ca un elev de schimb în Australia.Între timp , unuia dintre actorii din "Voltaj" pe nume Josh începe să-i placă de Maddie.Liv mai are și surprize când se întâlnește cu Cyd și Shelby  din serialul "Cele mai bune prietene oricând" care o ajută să fure niște poze cu ea și Holden în timpul unei petreceri de Halloween din New York, doar ca Andie să nu le vadă  pentru a nu o supăra după ce s-a despărțit de Holden.Tot într-un  episod din sezonul 3 apare și bunica lui Liv și Maddie,bunica Janice "Patty Duke" care face o farsă alături de sora ei,Mătușa Hillary "Patty Duke.".

## Distribuția

### Personaje principale
- Liv și Maddie Rooney - Dove Cameron
- Joey Rooney - Joey Bragg
- Parker Rooney - Tenzing Norgay Trainor
- Karen Rooney - Kali Rocha
- Pete Rooney - Benjamin King

### Personaje secundare
- Diggie - Ryan McCartan
- Willow - Jessica Marie Garcia
- Stains - Bridget Shergalis
- Artie - Jimmy Bellinger
- Ocean - Cozi Zuehlsdorff
- Skippy Ramirez - Allen Alvarado
- Evan - Carter Hastings
- Reggie - Herbie Jackson
- Andie - Victoria Morales
- Skeeter Parham - J.J. Totah
- Domnul Bustamante - Erik Estrada
- Jolie Jenkins - Mătușa Dena
- Dump Truck - Shak Ghacha
- Holden Dippledorf - Jordan Fisher
- Aubrey - Aubrey Whitby
- Directorul Fickman - Larry Miller
- Directoarea Kneebauer - Tara Karsian
- Johnny Nimbus - Kurt Long
- Lacey - Miranda May
- Josh Willcox - Lucas Adams
- Gemma-Chloé Wepper
- Jen-Jennifer Candy

### Personaje minore
- Bernard - Dwight Howard
- Emmy „Colți” Wulfert - Laura Marano
- Q-Pop - Kel Mitchell
- South Salamanca - Raquel Castro
- Kylie Kramer - Anne Winters
- Chambers - Samm Levine
- Skylar - Gabrielle Elyse
- Miller White - Connor Weil
- Jenny Keene - Ella Anderson
- Bree - Dorie Barton
- Amy Becker - Marla Maples
- Vic DeFazerelli - Garry Marshal
- Originalul regizor la Vârcolacii spațiali - Fahim Anwar
- Helga - Dove Cameron
- Kathy Kan - Piper Curda
- Dl. Clodfelter - Kevin James
- Craig Rooney - Cameron Boyce
- Andy Grammer - el însuși
- Kristen Bell-ea însăși
- Landry Bender-Cyd Ripley
- Lauren Taylor-Shelby Marcus
- Jai Rodriguez-Jacob Michaels
- Ariana Greenblatt -Raina
- Patty Duke-Bunica Janice și Matușa Hillary
- Nancy O'Dell-ea însăși

## Premii și nominalizări
| Sezon | Sezon | Episoade | Difuzare Statele Unite ale Americii | Difuzare Statele Unite ale Americii | Difuzare România | Difuzare România  | Difuzare România |
| Sezon | Sezon | Episoade | Premieră sezon                      | Final sezon                         | Premieră sezon   | Final sezon       |                  |
| ----- | ----- | -------- | ----------------------------------- | ----------------------------------- | ---------------- | ----------------- | ---------------- |
|       | 1     | 21       | 19 iulie 2013                       | 27 iulie 2014                       | 7 decembrie 2013 | 23 noiembrie 2014 |                  |
|       | 2     | 24       | 21 septembrie 2014                  | 23 august 2015                      | 7 februarie 2015 | 14 noiembrie 2015 |                  |

| An   | Premiu                          | Categorie             | Recipient     | Rezultat     |
| ---- | ------------------------------- | --------------------- | ------------- | ------------ |
| 2014 | Teen Choice Awards 2014         | Femeia nou venită     | Dove Cameron  | Nominalizare |
| 2014 | Kids' Choice Awards Mexico 2014 | Program internațional | Liv și Maddie | Nominalizare |